# Afrixalus uluguruensis
Afrixalus uluguruensis е вид земноводно от семейство Hyperoliidae. Видът е застрашен от изчезване.

## Разпространение
Разпространен е в Танзания.